# Magdalena Mielcarz
Magdalena Mielcarz (n. 3 martie 1978, Varșovia, Polonia) este o actriță, model și cântăreață poloneză cunoscută și sub numele Lvma Black.

## Carieră
Ca model, a apărut pe numeroase coperte ale unor reviste precum Elle, Cosmopolitan, InStyle, Glamour și a lucrat cu designeri precum Valentino și Missoni. A fost prima poloneză care a semnat un contract cu marca de cosmetice L'Oréal. Cariera ei în actorie a început în 2001, când a interpretat un rol principal în filmul polonez Unde te duci? în regia unui nominalizat la Oscar, Jerzy Kawalerowicz. Ulterior a apărut în numeroase filme în Europa, precum Fanfan la Tulipe (2003), Sotto falso nome (2004) și Taras Bulba (2009). Mielcarz a fost gazda versiunii poloneze a francizei The Voice în 2011 și 2014. Ea a fost desemnată Femeia anului de către Glamour Polonia în 2011.
În 2011, Mielcarz a început o cariera muzicală odată cu lansarea single-ul „Drown in Me”. Din 2019, își lansează cântecele sub numele Lvma Black. Cântecul ei „I C U” din 2019 s-a clasat în Polonia pe locul 61.
Mielcarz are un master în jurnalism și științe politice la Universitatea din Varșovia și este, de asemenea, absolventă al Studioului de Teatru Maggie Flanigan (Maggie Flanigan Drama Studio) din New York. În prezent, ea locuiește în Los Angeles, împreună cu soțul și cu cele două fiice ale acestora.

## Filmografie

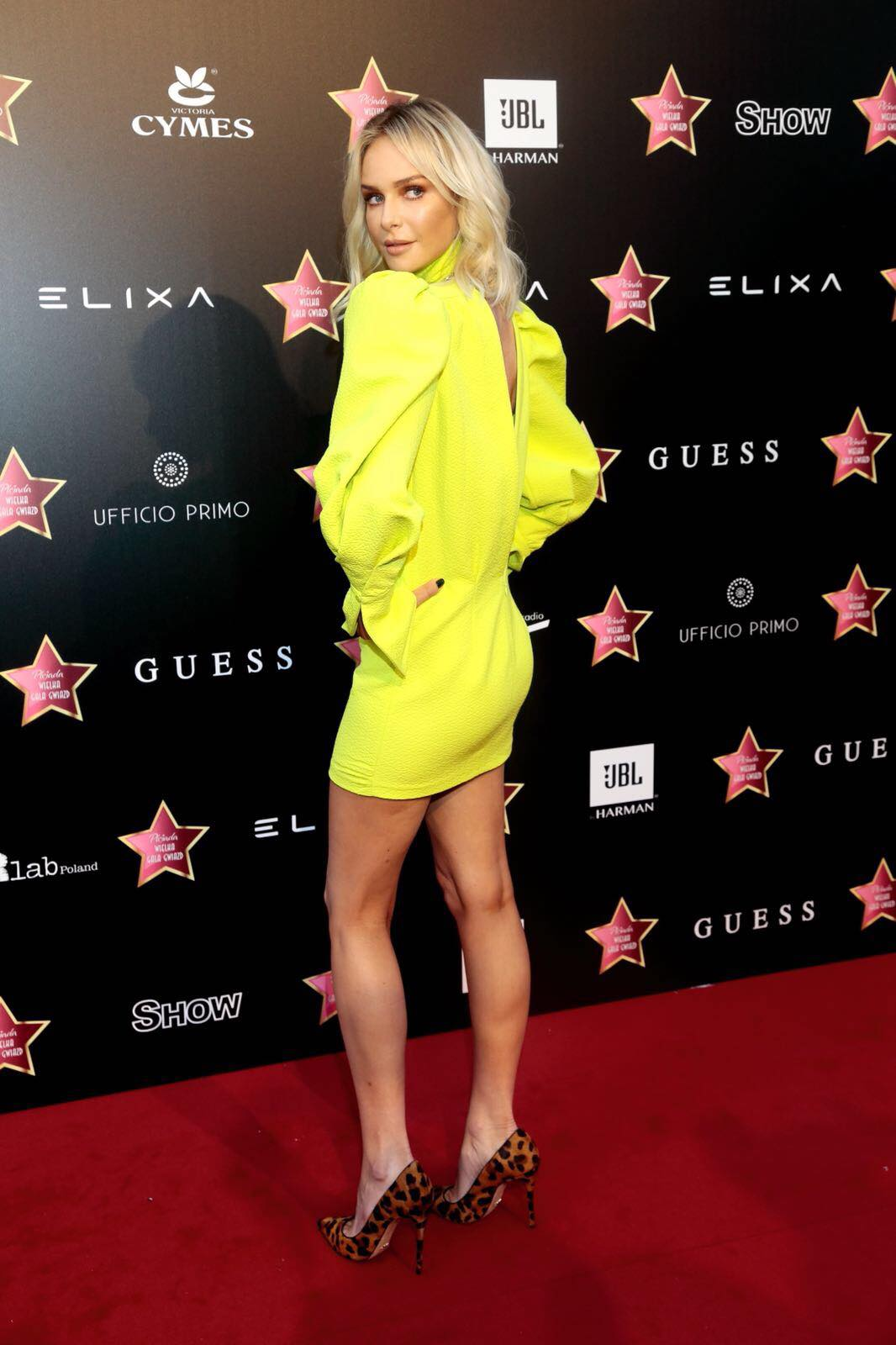
Magdalena Mielcarz în 2018

| An         | Titlu                   | Rol                      | Note                       |
| ---------- | ----------------------- | ------------------------ | -------------------------- |
| 1989       | Paziowie                | Królewna Jadwisia        |                            |
| 2001       | Quo Vadis               | Ligia Kallina            | Film                       |
| 2002       | Quo Vadis               | Ligia Kallina            | Serial TV                  |
| 2003       | Fanfan la Tulipe        | Henriette-Anne a Franței |                            |
| 2003       | Ostatni człowiek        |                          | Scurtmetraj                |
| 2004       | Strange Crime           | Ewa                      |                            |
| 2005       | Solidarity.             | Dorota                   | Scurtmetraj                |
| 2007       | Fałszerze. Powrót sfory | Ola                      | Miniserial; 9 episoade     |
| 2008       | Limousine               | Katarzyna                |                            |
| 2009       | BrzydUla                | Julia Sławińska          | Serial TV                  |
| 2009       | Taras Bulba             | Panna Elzhbeta           |                            |
| 2009       | Today and Tomorrow      | Kasia                    | Scurtmetraj                |
| 2010       | Poland's Next Top Model | Rolul ei; gazdă          | Serial TV; Sezonul 1       |
| 2011       | Och, Karol 2            | Beata                    |                            |
| 2011       | Treatment               |                          |                            |
| 2011, 2014 | The Voice of Poland     | Rolul ei; gazdă          | Serial TV; Sezoanele: 1, 5 |
| 2014       | Paranoia                | Magda                    | Scurtmetraj                |

## Discografie

### Single
| Titlu                                | An   | Poziție în top | Poziție în top | Album             |
| Titlu                                | An   | POL            | POL New        | Album             |
| ------------------------------------ | ---- | -------------- | -------------- | ----------------- |
| "Drown in Me"                        | 2011 | —              | —              | Non-album singles |
| "Silver Dream"                       | 2014 | —              | —              | Non-album singles |
| "Stormy Wave"                        | 2015 | —              | —              | Non-album singles |
| "Sister Army"                        | 2017 | —              | —              | Non-album singles |
| "I C U" (as Lvma Black)              | 2019 | 61             | 4              | Va fi anunțat     |
| "—" semnifică ieșirea din clasament. |      |                |                |                   |

### Videoclipuri
- 2011: "Drown in Me"[14]
- 2014: "Silver Dream"[15]
- 2015: "Stormy Wave"[16]
- 2019: "I C U" (ca Lvma Black)

## Agenții de modele
| Țară    | Agenție      | Oraș     |
| ------- | ------------ | -------- |
| Polonia | Modele Avant | Varșovia |